# Песня о друге (Градский)
«Песня о друге» — песня Александра Градского, написанная в 1980 году в память о Владимире Высоцком.

## История
По словам Градского, он не был знаком с Высоцким лично, однако имел с ним общих администраторов и друзей. Сам Высоцкий слышал композиции Градского и хотел познакомиться с ним. Попытка знакомства, однако, обернулась курьёзом. Однажды Александр Борисович встретил Высоцкого в здании гостиницы Интурист, когда тот шёл взять сигареты в баре. Он подошёл представиться, но в ответ лишь услышал: «Нет, нет, никаких автографов» — и Владимир Семёнович убежал прочь. Позже, узнав через общих знакомых, кто тогда пытался с ним заговорить, бард лишь усмехнулся и сказал, что не знал как артист выглядит, принял его за надоедливого фаната.

«Мне далеко не всё у Высоцкого нравилось. Первые годы его работы… Мне казалось, это довольно мелкая история по сравнению с Галичем и Окуджавой. Но после 75-го года у него совершенно гениальный период начался… <…> Люди по-разному становятся гениями. Некоторые копят потенциал со временем. И у Высоцкого это „накопление“ перешло в такое качество, что, конечно, он должен был умереть. Его физическая оболочка просто не выдержала напора. Он от природы не был готов к тому, чтобы „работать“ гением. Может, из-за этого он „употреблял“ всё подряд, что внешняя форма не вмещала внутреннего божественного таланта. И он намеренно свою внешнюю форму уничтожал. И добился своего».— А. Градский[страница не указана 1033 дня]
.
Высоцкий скончался ранним утром 25 июля 1980 от сердечно-сосудистой недостаточности, вызванной приёмом наркотиков. По воспоминаниям Градского, это событие очень повлияло на его дальнейшую судьбу. Именно уход Высоцкого побудил мэтра вернуться к написанию стихов и созданию песен на социальную тему, так как ниша, занимаемая Высоцким на эстраде, опустела.
В том же году Градский создал свою композицию, в которой соединил мелодию Высоцкого со своей музыкой и текстом. В припеве также использовалась мелодия песни «Вечный огонь (От героев былых времён…)» из фильма «Офицеры». Название было выбрано как отсылка к одноимённой песне Высоцкого из фильма «Вертикаль». Сам Градский называл такой способ написания песни «имитацией».
По утверждению Градского, в начале 80-х годов на эстраде о Высоцком практически никто не пел и не упоминал:

«В декабре 1980 года выступал в киевском Дворце спорта. Перед началом концерта за кулисы заглянули товарищи в строгих костюмах: „В зале первый секретарь ЦК компартии Украины Щербицкий, песню о Высоцком исполнять не надо“. Я ответил, что тогда не выйду на сцену и улечу в Москву. А в Киеве уже продали билеты на десять концертов. Ладно, говорят, чёрт с вами, делайте что хотите. Не было, кстати, Щербицкого в зале, а вот, кажется, дети его сидели в первом ряду…».— А. Градский[страница не указана 1033 дня]
.
Композиция была включена в альбом Несвоевременные песни (1994) в изначальной аранжировке, а также в альбом Концерт — сюита (1989) группы Скоморохи — в изменённой аранжировке, а также неоднократно входила в состав различных сборников.
«Песня о друге», наряду с такими композициями как «Любовь» (из кинофильма «Романс о влюблённых»), «Жил-был я» и «Как молоды мы были», стала одной из визитных карточек артиста и регулярно им исполнялась. В том числе и на вечере памяти — премии Владимира Высоцкого «Своя колея», которая с 2017 года проводится в театре «Градский Холл». Сам Александр Борисович удостоился этой премии в 2019 году «за творческую бескомпромиссность и огромный созидательный талант, за служение добру и красоте».

## Другие исполнители
17 декабря 2021 в прямом эфире проекта Голос 10 «Песню о друге» в память о Александре Градском, скончавшемся 28 ноября, исполнил Александр Розенбаум.